# Álex Adrover
Álex Adrover (Palma di Maiorca, 25 aprile 1979) è un attore spagnolo, noto per aver interpretato il ruolo di Salvador Montaner nella soap Sei sorelle (Seis hermanas).

## Biografia
Álex Adrover è nato il 25 aprile 1979 a Palma di Maiorca (Spagna), fin da piccolo ha mostrato un'inclinazione per la recitazione.

## Carriera
Álex Adrover nel 2005 ha iniziato la sua carriera di attore con il ruolo di Miquel Rovira nella serie Vallterra. L'anno successivo, nel 2006, ha partecipato al programma televisivo 3 i més. Nel 2007 ha fatto il suo debutto cinematografico con il ruolo di Ramallets nel film Lola, la película diretto da Miguel Hermoso. Nel 2008 e nel 2009 è entrato a far parte del cast della soap opera Yo soy Bea, nel ruolo di Roberto Vázquez. Nel 2009 ha ricoperto il ruolo di Alberto Cortés nella serie 90-60-90. Diario secreto de una adolescente. Nel 2009 ha partecipato al programma televisivo Gala TP de Oro 2008. Dal 2009 al 2022 ha preso parte al programma televisivo Pasapalabra.
Nel 2010 ha recitato nella miniserie Vuelo IL8714. L'anno successivo, nel 2011 ha interpretato il ruolo di Jaro in un episodio della serie Hospital Central. Nello stesso anno ha ricoperto il ruolo di Carlos in un episodio della serie La que se avecina. Nel 2014 è entrato a far parte del cast della serie Ciega a citas, nel ruolo di Moisés. L'anno successivo, nel 2015 ha ricoperto il ruolo di Ángel nel cortometraggio Error diretto da J.M. Asensio.
Dal 2015 al 2017 è stato scelto per interpretare il ruolo di Salvador Montaner nella soap opera Sei sorelle (Seis hermanas) e dove ha recitato insieme ad attrici come Celia Freijeiro, María Castro, Mariona Tena, Marta Larralde, Candela Serrat e Carla Díaz. Nel 2017 ha preso parte al programma televisivo Dani & Flo. Nel 2019 ha interpretato il ruolo di Ángel Belinchón nella serie Derecho a soñar. Nello stesso anno ha partecipato al programma televisivo MasterChef Celebrity. L'anno successivo, nel 2020, ha ricoperto il ruolo di Carlos Remón nella serie Caronte. Nello stesso anno ha preso parte al cast della serie Desaparecidos, nel ruolo di Antonio Moreno.

## Vita privata
Álex Adrover dal 2008 è legato sentimentalmente all'attrice Patricia Montero, che dovrebbe sposare nel 2023 dopo vari rimandi. La coppia ha avuto due figlie che si chiamano Elisa, nata il 27 agosto 2015, e Layla, nata il 25 febbraio 2019. La coppia ha scritto insieme e pubblicato un libro di ricette per bambini, Alegres y feliz.

## Filmografia

### Cinema
- Lola, la película, regia di Miguel Hermoso (2007)

### Televisione
- Vallterra – serie TV (2005)
- Yo soy Bea – soap opera, 81 episodi (2008-2009)
- 90-60-90. Diario secreto de una adolescente – serie TV, 8 episodi (2009)
- Vuelo IL8714 – miniserie TV, 2 episodi (2010)
- Hospital Central – serie TV, 1 episodio (2011)
- La que se avecina – serie TV, 1 episodio (2011)
- Ciega a citas – serie TV, 4 episodi (2014)
- Sei sorelle (Seis hermanas) – soap opera (2015-2017)
- Derecho a soñar – serie TV, 44 episodi (2019)
- Caronte – serie TV, 1 episodio (2020)
- Desaparecidos – serie TV, 1 episodio (2020)

### Cortometraggi
- Error, regia di J.M. Asensio (2015)

## Teatro
- El día de mi boda, diretto da Carlos Silveira
- Teatro jockers forum de Barcelona, diretto da Loco Brusca
- Romeo and Juliet, diretto da Robert Southman
- Salome, diretto da Raúl Mena

## Programmi televisivi
- 3 i més (2006)
- Gala TP de Oro 2008 (2009)
- Pasapalabra (2009-2022)
- Dani & Flo (2017)
- MasterChef Celebrity (2019)

## Doppiatori italiani
Nelle versioni in italiano dei suoi film e delle sue serie TV, Álex Adrover è stato doppiato da:
- Raffaele Carpentieri[19] in Sei sorelle[20]